# Antonio Carboni
Antonio Carboni è un piccolo centro argentino nel partido di Lobos, provincia di Buenos Aires. All'ultimo censimento, risultavano 310 abitanti, aumentati del 4,7% rispetto al censimento del 1991.  